# Rusitz

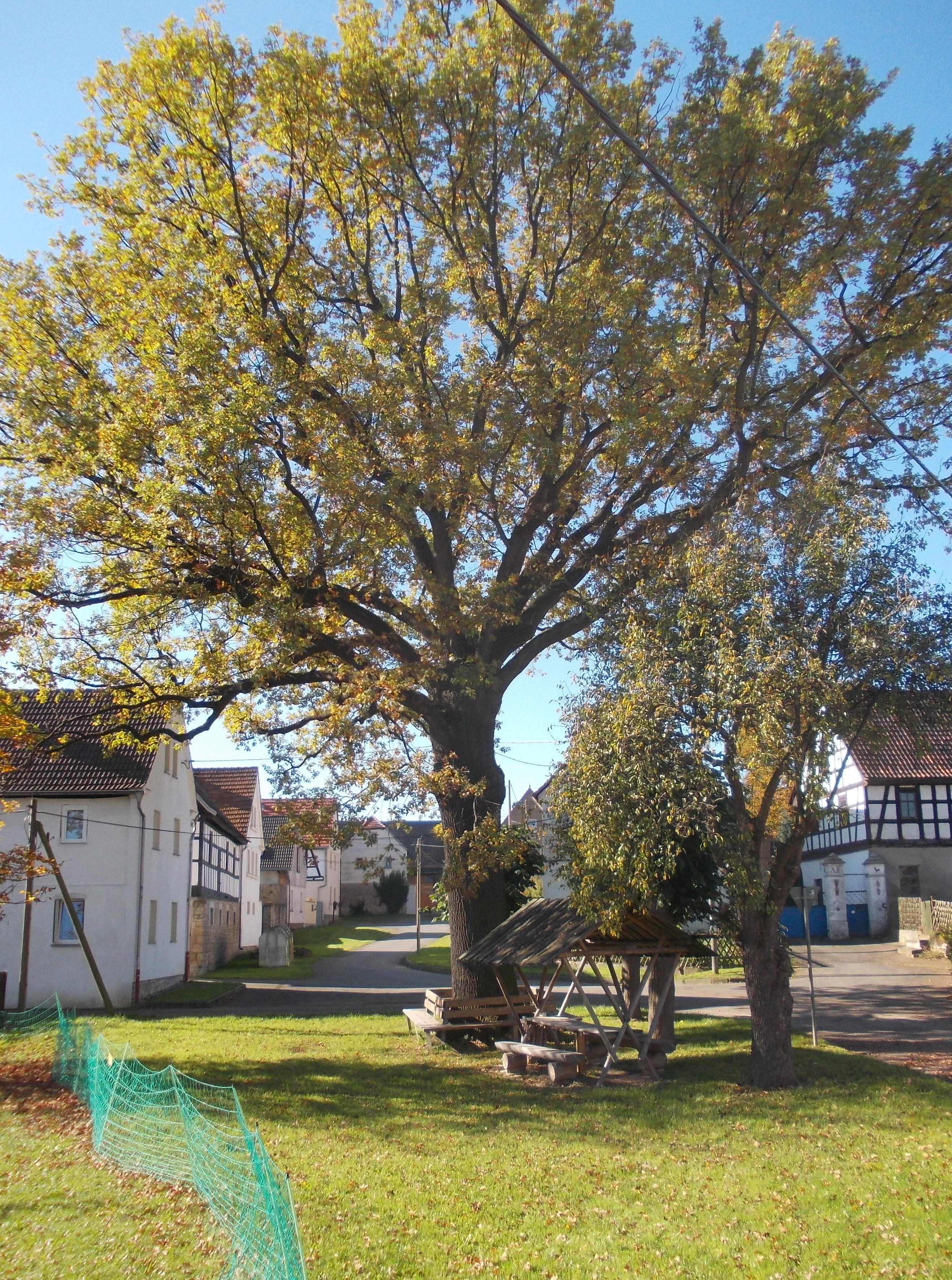
Stieleiche am Dorfplatz

Rusitz bildet zusammen mit Roben und Steinbrücken den 11,82 km² großen Ortsteil Roben der Stadt Gera in Thüringen mit insgesamt 748 Einwohnern (Stand 31. Dezember 2011).

## Geografie
Rusitz liegt auf einer Hochebene im Nordwesten der Stadt Gera.

## Geschichte
Rusitz als sorbischen Ursprungs dürfte bereits vor dem 12. Jahrhundert gegründet worden sein, wurde aber erst 1533 als Rositz erstmals urkundlich erwähnt. Der Ortsname dürfte als *Rusici auf rusy ‚rötlich, blond‘ zurückgehen und den Ort der „Leute des Rothaarigen“ bezeichnen.
Am 1. Juli 1950 wurde Rusitz in die Gemeinde Roben eingemeindet und mit ihr zusammen am 1. April 1994 in die Stadt Gera umgegliedert.
Rusitz ist das kleinste der drei Dörfer, welche den Ortsteil Roben bilden. Ortsbildprägend sind die großen Vierseithöfe. Zu DDR-Zeiten war ab 1975 im Ort eine IRMA (Großanlage zur industriellen Rindermast) angesiedelt. In den 1990er Jahren wurden im Ort ein Gewerbegebiet auf der ehemaligen Rindermastanlage sowie das Neubaugebiet In den Hopfenwiesen ausgewiesen, durch dessen Besiedlung sich die Einwohnerzahl des Ortes innerhalb weniger Jahre verdoppelte. Seine landwirtschaftliche Prägung konnte der Ort auch nach der Wende dank zweier großer Agrarbetriebe bis heute behalten.

## Politik
Rusitz wurde zusammen mit Roben am 1. April 1994 in die Stadt Gera eingemeindet. Seitdem bildet der Ort zusammen mit Roben und Steinbrücken den Ortsteil Roben der Stadt Gera mit eigener Ortschaftsverfassung und Ortsteilrat (bis II/2009 Ortschaftsrat). Ortsteilbürgermeisterin ist seit 1994 Karin Conradi (CDU).

## Entwicklung der Einwohnerzahl
| Jahr      | 1939 | 2009 |
| Einwohner | 118  | 261  |

## Verkehr
Der Ort ist nordwestlich der Bundesstraße 2 gelegen. Der ÖPNV wird durch die RVG Regionalverkehr Gera/Land gesichert. Dabei ist der Ort mit der stündlich bedienten Ringlinie 228 an Gera angebunden.
Nächstgelegener Bahnhof ist Gera-Langenberg.

## Kultur
Im Ort gibt es den Reit- und Fahrverein Rusitz e. V., die Rusitzer Schützengilde sowie den Motorradclub „Asphaltkristalle“. Unter dem Motto Alt trifft Neu findet ein jährliches Dorffest statt, dessen Ziel es ist, „alte“ und „neue“ Rusitzer zusammenzuführen.

## Bildung
Die nächstgelegene Kindereinrichtung ist die Kindertagesstätte „Schlumpfhausen“ in Steinbrücken.
Zuständige Grundschule ist die Staatliche Grundschule Aga in Kleinaga.
Nächstgelegene Regelschule ist die Staatliche Regelschule 12 in Bieblach-Ost.

## Persönlichkeiten
- Julius Funger (1829–1890), deutscher Gutsbesitzer und Politiker, Bürgermeister von Rusitz